# Tageswohnungseinbruch
Kriminalistisch wird der Tageswohnungseinbruch (TWE) als eine Untergruppe des Wohnungseinbruchs eingestuft. Eine Legaldefinition gibt es nicht. Seit 1994 wird die für die Aufnahme in die Polizeiliche Kriminalstatistik (PKS) gebräuchliche Definition des TWE auf die Eingrenzung der Tatzeit auf die Zeitspanne von 6:00 bis 21:00 Uhr verwendet.